# Nec me pudet, ut istos, fateri nescire quod nesciam
Nec me pudet, ut istos, fateri nescire quod nesciam ovvero "Non ho vergogna, come questi, di ammettere di non sapere cosa non so", è un motto contenuto nel Tusculanae disputationes (Libro I, XXV) di Cicerone, che ben descrive l'errore di fingere di sapere per vergogna. Il testo in cui è inserita questa frase è una trattazione sulla natura divina dell'anima e della facoltà della memoria.
Questa locuzione è stata raccolta da Michel de Montaigne nella sua opera Saggi (1580), importante per i successivi Blaise Pascal, Jean-Jacques Rousseau e Marcel Proust. La troviamo anche successivamente nel racconto La sentenza memorabile di Leonardo Sciascia.